# Atlantische zaagstaartkathaai
De Atlantische zaagstaartkathaai (Galeus atlanticus) is een vissensoort uit de familie van de Pentanchidae. De wetenschappelijke naam van de soort is voor het eerst geldig gepubliceerd in 1888 door Vaillant.